# 陳啓宗

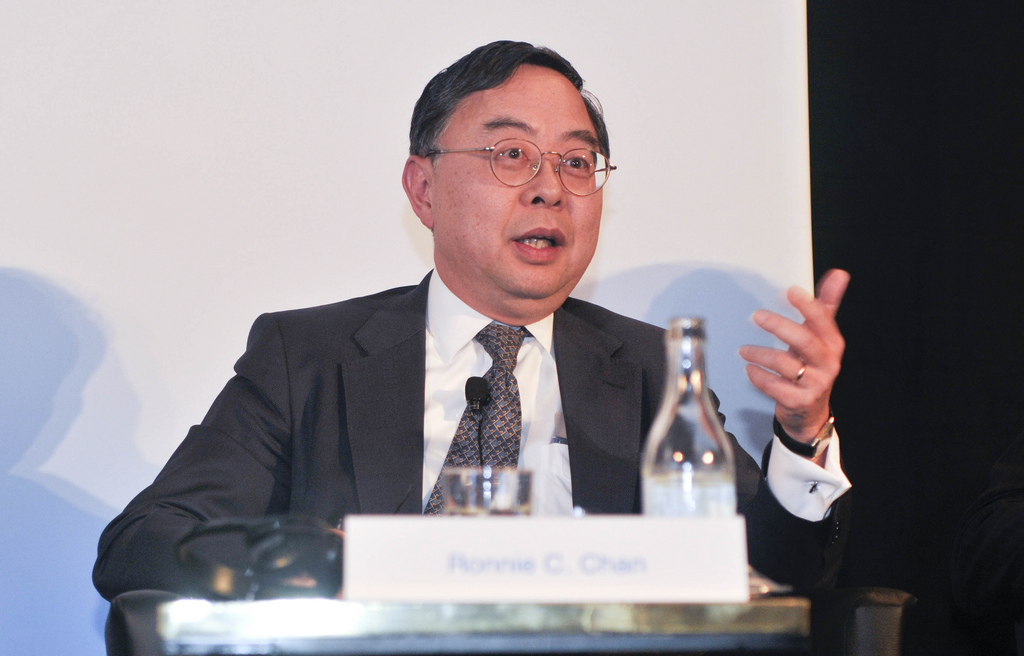
2009年撮影

陳啓宗（ちん けいそう、ロニー・チャン、中国語: 陳啟宗、英語: Ronnie Chan Chi-chung、1949年 - ）は、香港の実業家。不動産開発会社・恒隆集団と同社子会社の恒隆地産の元董事長。中華人民共和国広東省順徳市（現：仏山市順徳区）出身。
父は同社の創業者の陳曾熙。弟は陳曾燾。長男は陳文博。

## 来歴
聖保羅男女中学の中国学部を卒業後、南カリフォルニア大学でMBAを取得した。
陳曾熙の死去後、一時的に陳曾燾が恒隆集団を引き継ぎ、1991年1月1日に陳啓宗が同社の董事長に就任することになった。同社の董事長としては3代目。
2017年6月30日の香港返還以来、20番目の栄誉リストから大紫荊勲章を受賞した。2018年9月、「世界で最も影響力のある中国の商人トップ10」の1つに選ばれた。
2024年1月30日、恒隆集団と恒隆地産の董事長を退任すると発表した。後任は長男で両社の副董事長を務めていた陳文博が就任した。

## 人物
香港地産建設商会の副会長、アジア協会 (アメリカ)の副会長および香港支部の会長であり、中国国務院および中国発展研究基金会理事会の顧問でもある。また、香港科技大学、南カリフォルニア大学、清華大学などの多くの国際的なシンクタンクや大学の理事会または諮問委員会のメンバーでもある。